# Gandhismo

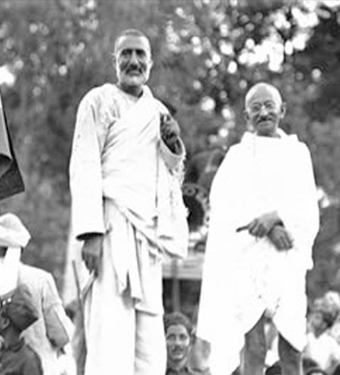
Khan Abdul Ghaffar Khan, líder dos Khudai Khidmatgars, e Gandhi, representante do Congresso Nacional Indiano.

Gandhismo é um conjunto de ideias que expressa a inspiração, a visão e a obra de vida de Mohandas Karamchand Gandhi. Está particularmente associado às suas contribuições para a ideia de resistência não violenta, às vezes também chamada de resistência civil. O termo gandhiano pode se referir tanto a uma pessoa que adota, quanto a uma doutrina específica que se atribui ao gandhismo.
Gandhi, porém, não concordava com o termo "gandhismo". Ele esclareceu que:

"Não há nada que se possa chamar de "gandhismo" e eu não desejo fundar nenhuma seita depois de mim. Eu apenas procurei do meu modo aplicar as verdades eternas aos nossos problemas e vida cotidianos… As opiniões que formulei e as conclusões a que cheguei não são finais. Eu posso revê-las amanhã. Eu não tenho nada de novo para ensinar ao mundo. Verdade e não-violência são tão velhas quanto as montanhas."